# Victor Guzun
Victor Guzun (n. 24 aprilie 1975, Drăsliceni, raionul Criuleni, Republica Moldova) este un diplomat, profesor și politician din Republica Moldova. A fost ambasadorul Republicii Moldova în Estonia, în perioada 10 octombrie 2010 – 4 iulie 2015.

## Biografie
A absolvit Universitatea de Stat din Tiraspol cu sediul în Chișinău în 1996 (facultatea de Geografie), Universitatea Liberă Internațională (Relații internaționale, 2002) și Școala de Diplomație din Estonia (2007).
Anterior, a ocupat funcția de director al departamentului de relații externe și integrare europeană pe lângă Ministerul Transporturilor și Infrastructurii Rutiere, a fost de asemenea director al Centrului pentru Studii Europene, lector de geopolitică la Institutul Internațional de Management, director adjunct și profesor la liceul teoretic „Gheorghe Asachi” din Chișinău.